# Guinea-Bissau ved sommer-OL 2020
Guinea-Bissau deltog under Sommer-OL 2020 i Tokyo som blev afviklet i perioden 23. juli til 8. august 2021.

## Medaljer
| 2020 Tokyo    | Guld | Sølv | Bronze | Total |
| Guinea-Bissau | 0    | 0    | 0      | 0     |

### Medaljevinderne
| Guinea-Bissau under sommer-OL 2020 i Tokyo | Guinea-Bissau under sommer-OL 2020 i Tokyo | Guinea-Bissau under sommer-OL 2020 i Tokyo | Guinea-Bissau under sommer-OL 2020 i Tokyo | Guinea-Bissau under sommer-OL 2020 i Tokyo |
| Medalje                                    | Navn                                       | Sport                                      | Event                                      | Dato                                       |
| ------------------------------------------ | ------------------------------------------ | ------------------------------------------ | ------------------------------------------ | ------------------------------------------ |
| -                                          | -                                          | -                                          | -                                          | -                                          |